# 赤13号

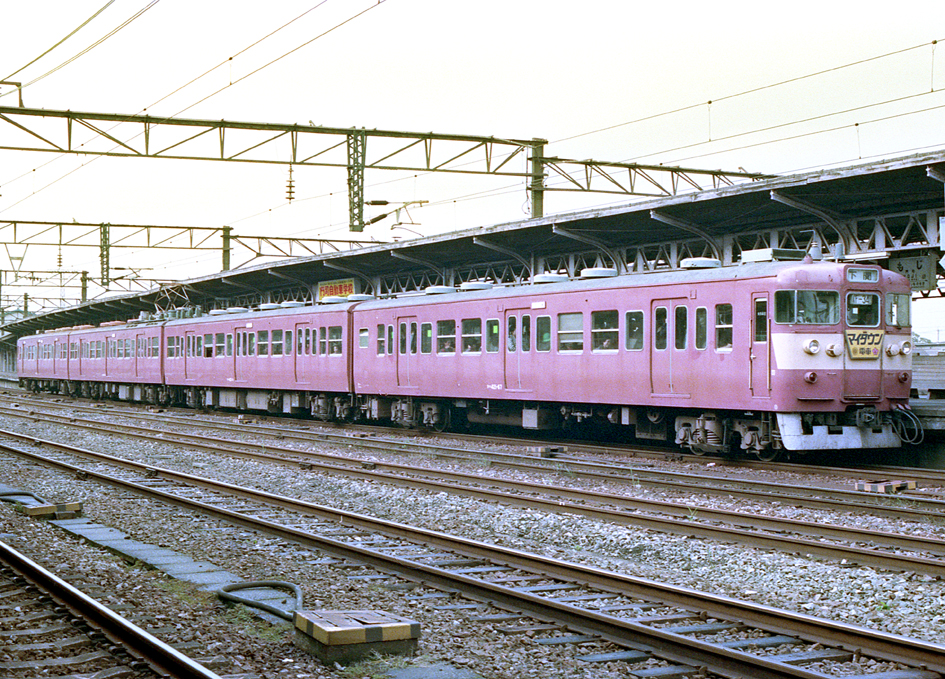
赤13号を地色とした421系

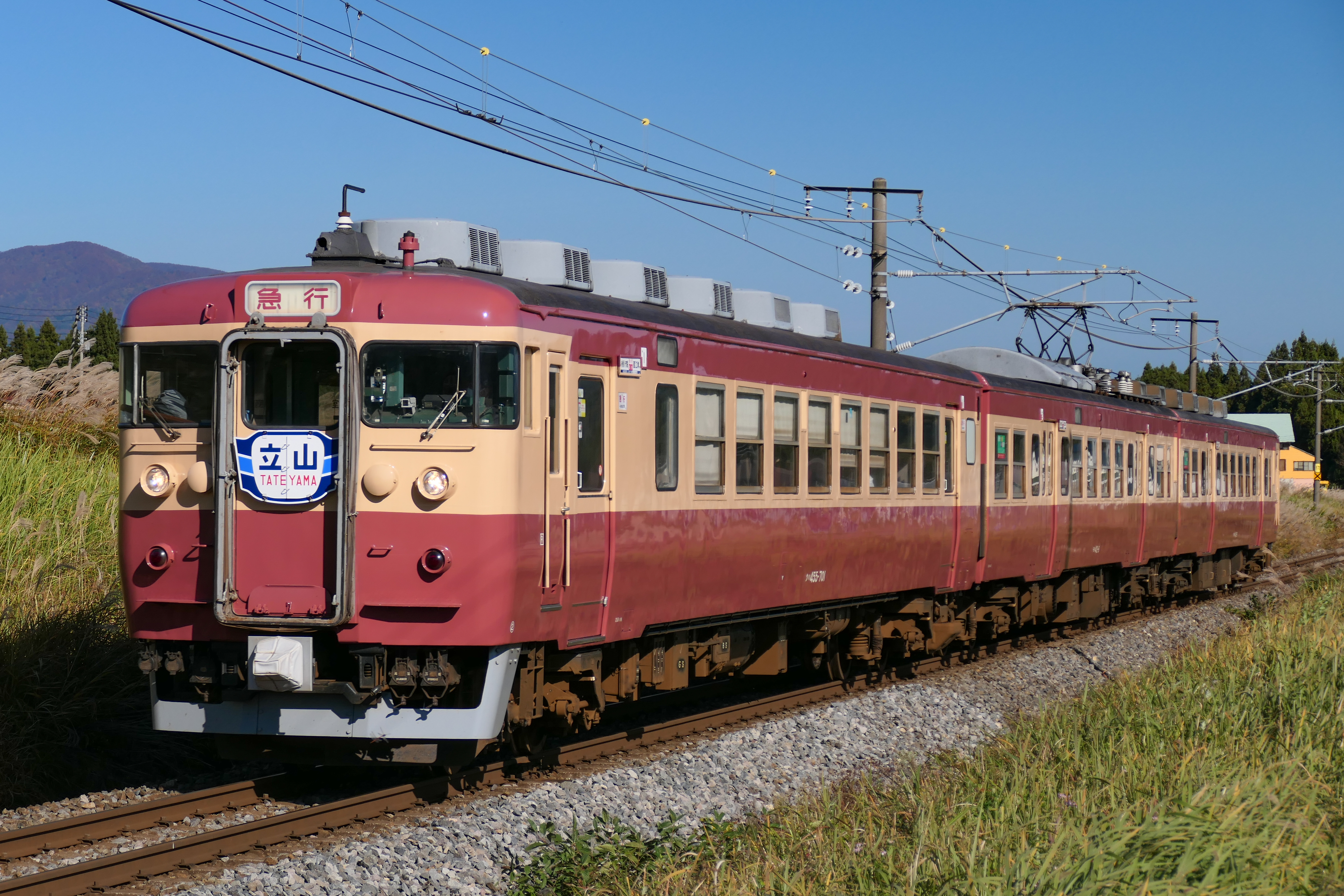
幕板と腰板を赤13号とした交直流両用急行形電車

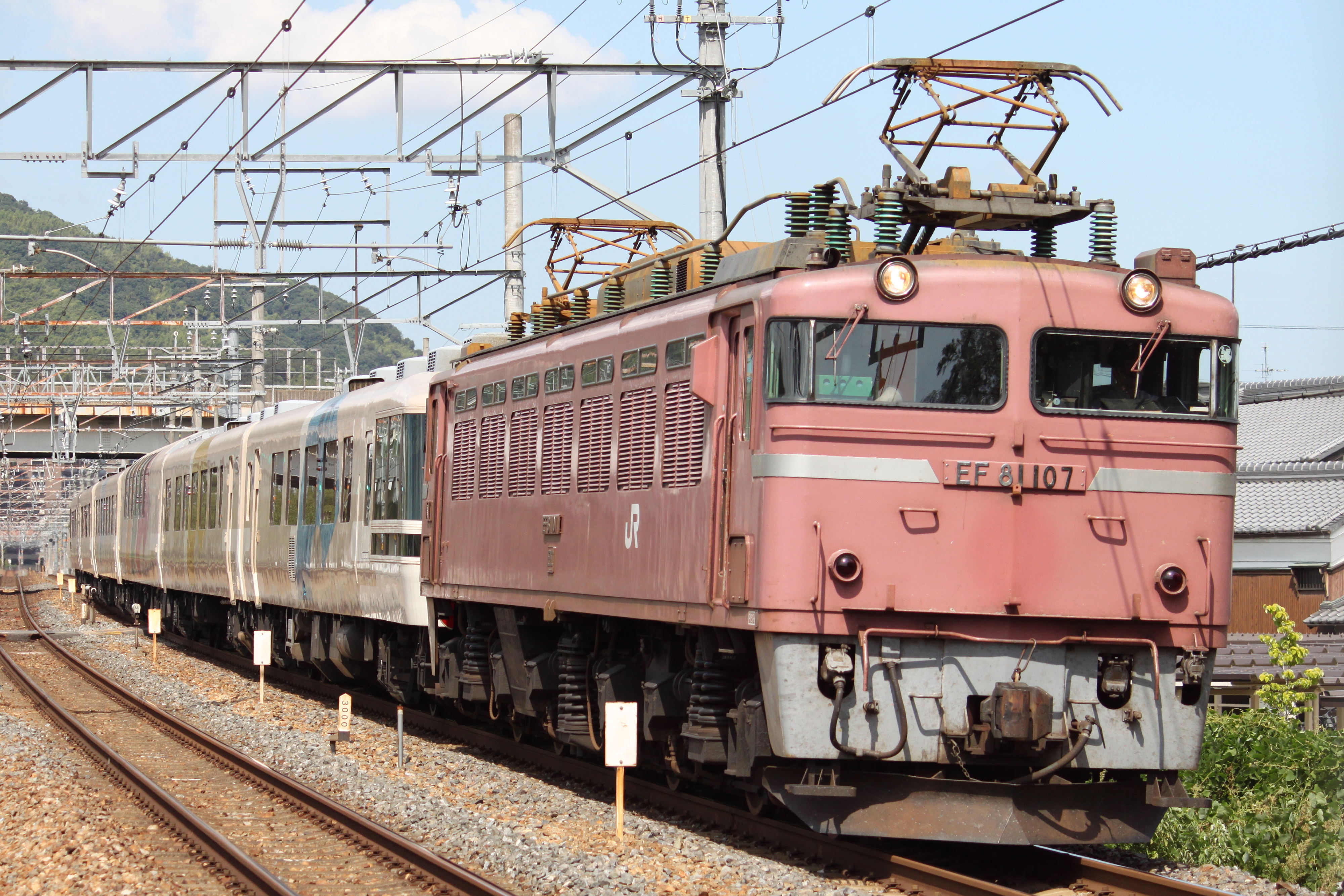
EF81形電気機関車

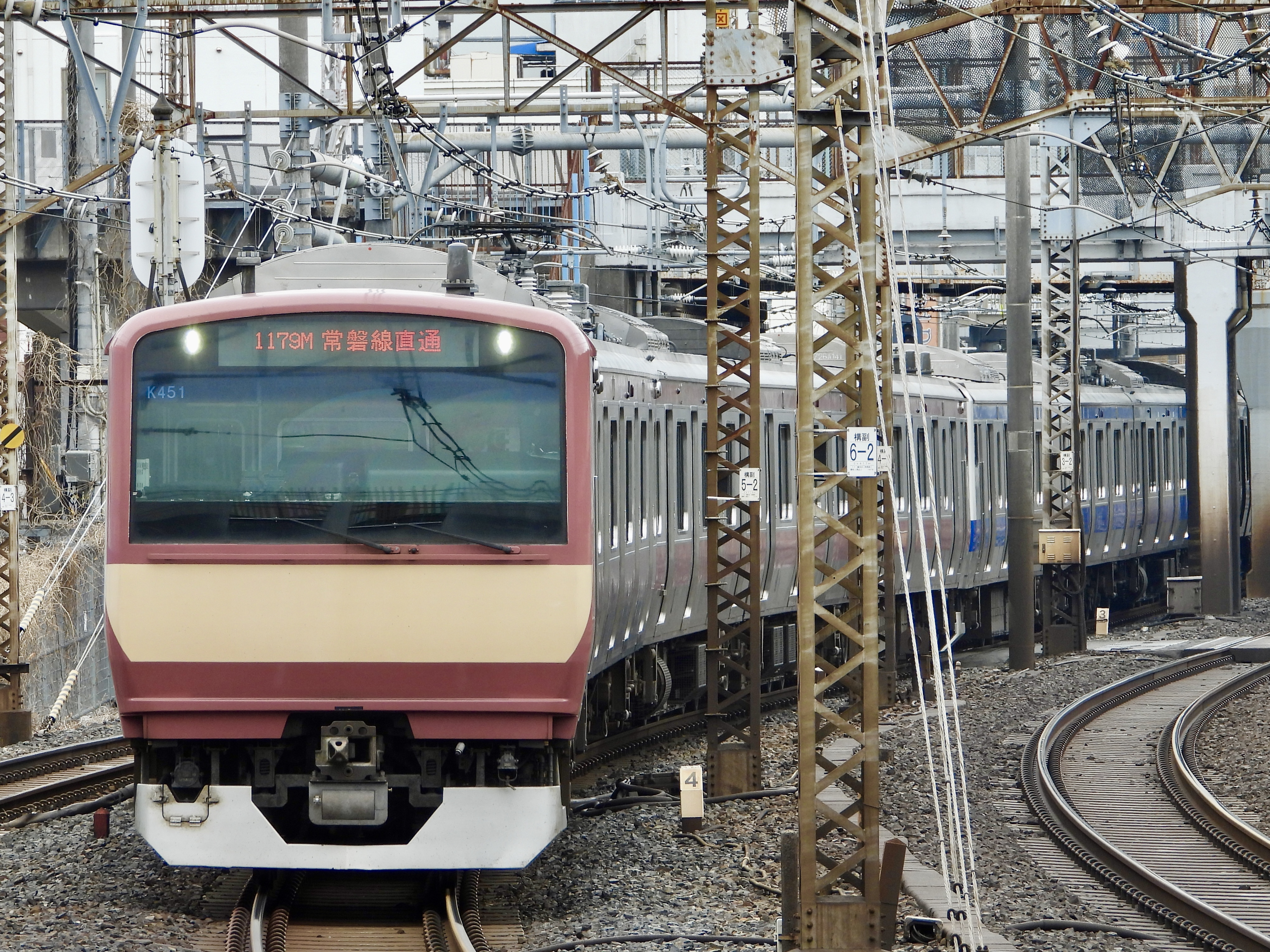
復刻塗装のE531系電車

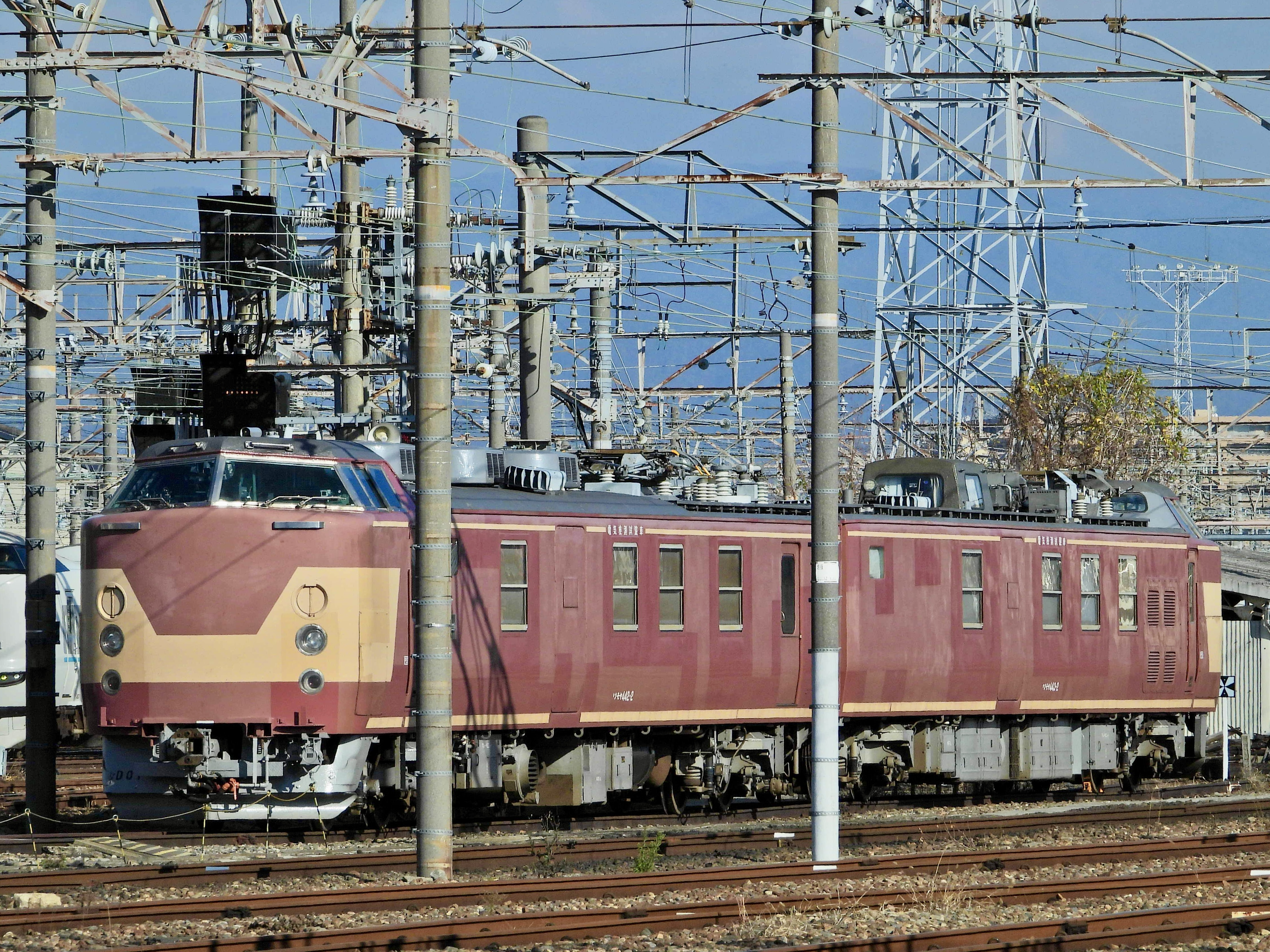
国鉄433系電車（電気検測試験車）

赤13号（あか13ごう）は、日本国有鉄道（国鉄）が定めた色名称の1つである。

## 概要
「あずき色」「ローズピンク」とも称される。また、この色を地色とした電車は、「赤電」とも呼ばれた。
国鉄では交直両用車両（電車・機関車）の標準塗装としてこの色を採用した。1961年に401系・421系の地色として採用されたのが始まりである。その後、1962年にはEF80形の地色、交直両用急行形電車の451系・471系の裾色など、一貫して交直両用車両の外部塗色として使用されている。
交直両用車以外の車体色としては、直接制御式交流電車の試験車であるモヤ94形（→クモヤ791形）の地色として使われていた。
交直両用電車が運行される常磐線や、東北・北陸・九州地区では、急行・普通列車の色として親しまれたが、1980年代以降は各地で新塗装の導入が始まり、分割民営化後は電気機関車や事業用車等を除きこの色はほとんど姿を消している。

## 使用車両

### 電車
- 401系・403系・421系・423系・415系
- 451系・453系・455系・471系・473系・475系・457系
  - 落成当初、周波数50Hzのみに対応するものは前面上部に、周波数60Hzのみに対応するものは車体下部全周にわたりクリームの帯を配して識別したが、後にこの識別塗装は省略された。415系と457系はどちらの周波数にも対応している。
- 417系
- 413系（えちごトキめき鉄道[1]）
- E531系（復刻塗装）
- 交直流事業用電車各形式

### 機関車
- EF80
- EF81
- ED30
- ED46/ED92
  - ED46形としての製造当初は赤13号と異なるピンク色に塗られていたといわれるが、後に赤13号で塗装された。

## 近似色
- 赤
- 茶色
- 小豆色
- 西武ディープラズベリー - 西武鉄道の101系登場以前の赤電標準色で、裾色として使用されていた。グリーンマックスの塗料「鉄道カラー」において同色は「赤13号流用可」とされている。
- 小田急電鉄の荷物電車（デニ1000形・デニ1300形）
- 西日本鉄道の700形までの通勤形車両及び軌道線車両の旧標準色の下半色。
- 旧西ドイツの「ラインゴルト」の裾色が、この色に近い。
- 都営地下鉄浅草線のラインカラー（ローズ）
- ハピラインふくいのラインカラー